# وليام لينكولن بيكويل
وليام لينكولن بيكويل (بالإنجليزية: William Lincoln Bakewell)‏ (26 نوفمبر 1888 - 21 مايو 1969) كان الأمريكي الوحيد على متن سفية التحمل خلال 1914-1916 في المهمة الإمبراطورية عبر القطب المتجمد الجنوبي مع إرنست شاكلتون.

## الثراث
توجد جزيرة في القارة القطبية الجنوبية تدعى جزيرة بيكويل وقد سميت بإسمه تكريما له.

## وفاته
توفي في 21 مايو 1969 في الدوقات، ميشيغان. ودفن في مقبرة عمانوئيل اللوثرية الكنيسة في سكانديا، ميشيغان.